# Peridaedala
Peridaedala is een geslacht van vlinders van de familie bladrollers (Tortricidae), uit de onderfamilie Olethreutinae.

## Soorten
- P. algosa (Meyrick, 1912)
- P. archaea Diakonoff, 1953
- P. beryllina (Meyrick, 1925)
- P. cristidochroa Diakonoff, 1953
- P. crocoptila Diakonoff, 1967
- P. chlorissa (Meyrick, 1912)
- P. dendrochlora Diakonoff, 1967
- P. enantiosema Diakonoff, 1983
- P. hagna Diakonoff, 1948
- P. hierograpta Meyrick, 1925
- P. melanantha Diakonoff, 1967
- P. optabilana (Kuznetsov, 1979)
- P. physoptila Diakonoff, 1967
- P. prasina Diakonoff, 1953
- P. stenoglypha Diakonoff, 1967
- P. thesaurophora Diakonoff, 1983
- P. thylacophora Diakonoff, 1967
- P. tonkinana Kuznetsov, 1988
- P. triangulosa Diakonoff, 1983